# Арпиола-Пјанфуркано (Маса-Карара)
Арпиола-Пјанфуркано је насеље у Италији у округу Маса-Карара, региону Тоскана.
Према процени из 2011. у насељу је живело 755 становника. Насеље се налази на надморској висини од 198 м.